# 長體擬海豬魚
長體擬海豬魚，為輻鰭魚綱鱸形目隆頭魚亞目隆頭魚科的其中一種，分布於西太平洋區，包括日本、澳洲、紐西蘭海域，棲息深度約12公尺，體長可達14公分，棲息在海草生長的海域，生活習性不明，可作為觀賞魚。

## 擴展閱讀
維基物種上的相關：長體擬海豬魚